# Station Box Hill & Westhumble
Box Hill & Westhumble is een spoorwegstation van National Rail in Westhumble, Mole Valley in Engeland. Het station is eigendom van Network Rail en wordt beheerd door Southern. Het station is geopend in 1867.